# Гамкало, Иван Дмитриевич
Иван-Ярослав Дмитриевич Гамкало (род. 1 мая 1939 года в Городище) — советский и украинский дирижёр, педагог, музыковед, музыкально-общественный деятель. Народный артист УССР (1982), профессор (1991), член-корреспондент Национальной академии искусств Украины (2001), член Европейской академии музыкального театра. Кавалер ордена «За Заслуги» III степени (1999).

## Биография
Родился в селе Городище на Львовщине. В 1963 году окончил Львовскую консерваторию в классе Николая Колессы, также учился у В. Василевича. В 1957—1963 годах работал во Львовском оперном театре, в 1963—1965 годах заведовал музыкальной частью и был дирижёром в Дрогобычском музыкально-драматическом театре, в 1965—1967 годах — дирижёр-стажёр Киевского оперного театра (руководитель К. Симеонов). В 1968—1970 годах главный дирижёр в Донецкой филармонии, с 1970 года работал в Киевском оперном театре. В 1963—1965 годах преподавал в Дрогобычском педагогическом институте и музыкальном училище, в 1977—1981 годах и с 2000 года в Киевской консерватории, в 1981—2000 годах — в институте культуры. Генеральный директор — художественный руководитель Национального симфонического оркестра (1997—1999).
Для исполнительской манеры Гамкало характерные академизм, проявления традиций чешской школы, в частности внимание к тонким деталям исполняемых произведений, обусловленные влиянием Н. Колессы, и одновременно масштабность, привитая дирижёру К. Симеоновым.
Много внимания уделяет работе с певцами, формированию музыкально-вокального образа. Под руководством Гамкало на сцене Киевского оперного театра дебютировали М. Стефьюк, А. Кочерга, Л. Забиляста, В. Гришко, В. Лукьянец и другие.
Иван Гамкало ведёт активную концертную деятельность. Исполняет разноплановый репертуар, включающий в программы неизвестные и малоизвестные композиции. Гастролировал как оперный и симфонический дирижёр в городах Украины, в России, Молдавии, Словакии, Румынии, Германии, Швейцарии, Франции, Испании, Дании, Нидерландах, Канаде. Записал в фонд Украинского радио оперы «Утопленница» и «Ноктюрн» Н. Лысенко, «На русалчин Великдень» Н. Леонтовича, кантату «Завещание» С. Людкевича, отрывки из опер «Осада Дубно» П. Сокальского, «Катерина» Н. Аркаса, «Наталка Полтавка» Н. Лысенко, «Вечерницы» П. Нищинского, «Псалмы» Н. Кузана и тому подобное. Под руководством Гамкало записана музыка к телефильму «Искупление» (по опере «Служанка» М. Вериковского, 1986, «Укртелефильм») и кинофильму «Запорожец за Дунаем» (по одноимённой опере С. Гулака-Артемовского, 2007, Национальная киностудия художественных фильмов имени Александра Довженко).
Также Иван Гамкало проводит большую музыкально-общественную и научно-организационную работу. С 1960 года — член Хорового общества (теперь Всеукраинский музыкальный союз), с 1962 года — Украинского театрального общества (ныне Национальный союз театральных деятелей Украины), с 2007 года является членом Национального союза композиторов Украины. С 1992 года — член-основатель и член Правления (до 2005) Европейской академии музыкального театра (сейчас в Вене), с 1993 года — член правления, с 1997 года — президент с 2008 года — почётный президент общества «Украина — Армения». С 1996 года — председатель наблюдательного совета Национальной филармонии, с 2000 года — член Совета общества «Украина — мир», в 2001—2005 и с 2008 года — член Комитета по Шевченковским премиям. С 2002 года — бюро отделений музыкального искусства Академии искусств Украины, с 2003 года — Президиума правления «Шевченковский фонд — XXI век». Научный консультант УСЭ, УСЭС, энциклопедического справочника «Художники Украины», «Искусство», ЭСУ, мемориального альманаха «Выдающиеся деятели прошлых веков» (К., 2001).
Иван Гамкало — активный популяризатор достижений национальной и мировой музыкальной культуры в прессе, на телевидении и радио (Украина, Канада, Франция, Нидерланды, Германия, Австрия, Россия). Опубликовал ряд работ по вопросам истории музыкального исполнительства на Украине и за рубежом (Россия, Германия).

## Труды
- «Проценко: Життєпис, спогади». — К.,1990 (у співавторстві); «Обрії Київської опери» // Сузір’я — К.,1982 — випуск 16;
- «Удивительный, вдохновенный художник» // В.Тольба. Статьи, воспоминания. — К., 1986;
- «Це Україна» Книжка-альбом. — К.,1995;
- «Natürlich haben wir auch gemeinsame Probleme». // Musiktheatr — Management III. Musiktheatr und Recht. Турнау, 1995;
- «Симфонічне виконавство в Україні» // Мистецькі обрії. — К., 1999; "До проблем музичного джерелознавства. Стан української біо-бібліографії.
- «Незаменимых у нас нет» // Тема Судьбы. Дирижёр Константин Симеонов. С.-Пб, 2002;
- «Подвижник мистецтва і науки» // М.Антонович. Між двома війнами. Спогади. (у 2-х частинах), К., 2003;
- Орест Кураш зблизька // Дзвін. — 2014. — № 11-12. — С. 111—116.